# NGC 1857
NGC 1857 ist ein Offener Sternhaufen vom Trumpler-Typ II2m im Sternbild Fuhrmann am Nordsternhimmel. Man ging lange Zeit davon aus, dass NGC 1857 im Sinn von William Herschel, der das Objekt am 30. September 1780 entdeckte, nur ein einziger Offener Sternhaufen sei. Neuere Studien zeigen hingegen, dass es sich aber um einen Doppelhaufen handelt, dessen beiden Teile nun mit den Bezeichnungen NGC 1857a und NGC 1857b versehen wurden. Das Zentrum von NGC 1857a liegt bei den Koordinaten R.A. 05h19m56,4s, Dekl. +39°19'30", während sich das Zentrum von NGC 1857b den Koordinaten R.A. 05h20m32,4s, Dekl. +39°18'18" befindet. Beide Offene Sternhaufen befinden sich in direkter räumlicher Nähe und sind 2400 pc (= 7800 Lichtjahre) von uns entfernt.
Czernik 20, ein Offener Sternhaufen, der früher für eine Wiederentdeckung von NGC 1857 gehalten wurde und daher mit diesem gleichgesetzt wurde, hat sich ebenfalls als eigenständiger Offener Sternhaufen bestätigt, der mit einem Abstand von 2900 pc (=9450 Lichtjahre) jedoch deutlich weiter von uns entfernt ist und sich nur perspektivisch in der unmittelbaren Nähe zu NGC 1857a und 1857b befindet. Das Zentrum von Czernik 20 liegt bei den Koordinaten R.A. 05h20m31,2s, Dekl. +39°32'24".
In direkter Nähe liegt noch eine weitere Sternenverdichtung, die wahrscheinlich ein noch unbenannter Offenen Sternhaufen ist. Sein Zentrum liegt bei den Koordinaten R.A. 05h19m34s, Dekl. +39°31'55".
Es befinden sich also insgesamt vier Offene Sternhaufen in unmittelbarer Nähe, von denen drei gemeinsam früher die Bezeichnung NGC 1857 trugen, während der Vierte erst kürzlich neu entdeckt wurde. Die Helligkeits- und Größenangaben für NGC 1857 beziehen sich folglich auf einen größeren Bereich, als der Sternhaufen (NGC 1857a) real einnimmt. So wird NGC 1857 meist eine Gesamthelligkeit von 7,0 mag und ein Winkeldurchmesser von 10 Bogenminuten zugeschrieben. Der Durchmesser von NGC 1857a beträgt aber nur 5 Bogenminuten und die Gesamthelligkeit müsste anhand der neuen Erkenntnisse neu bestimmt werden. Sie liegt aufgrund der Verkleinerung der einbezogenen Fläche deutlich unter 7 mag.